# Pascal Bernabé
Pour les articles homonymes, voir Bernabé.
Pascal Bernabé, né le 31 janvier 1965 à Marseille, est un plongeur français, spécialiste de la plongée « tek », plongée souterraine et épaves.
Il a été, de 2005 à 2014, le détenteur du record du monde de profondeur en scaphandre autonome à -330m réalisé
le 5 juillet 2005 à Propriano en Corse. Ce record, jamais reconnu, a été battu le 19 septembre 2014 par le nageur de combat égyptien Ahmed Gamal Gabr avec 332,35 mètres.
Plongeur sauveteur, il est aussi appelé dans des situations d'urgences comme le cas d'un plongeur sauveteur lui-même bloqué dans une résurgence du massif du Jura, ou dans le cas d'un robot d'exploration coincé à –174 mètres dans la Fontaine de Vaucluse.
Pascal Bernabé participe à l'élaboration de nouvelles tables de plongée et de nouveaux gaz à
destination des plongées profondes.[réf. nécessaire]
Il propose également des formations à la plongée technique.
Il a participé à la réalisation du film The Dive de James Cameron, mettant en scène l'histoire de l'apnéiste Audrey Mestre
Le documentaire « 330 mètres sous les mers » lui a été consacré.